# Gothai almanach

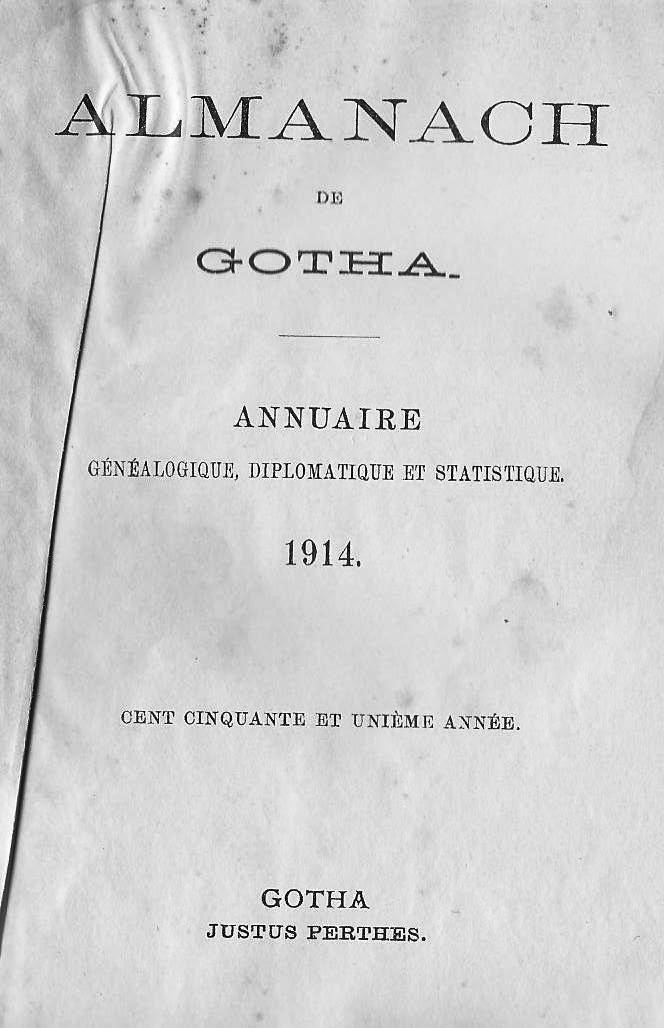

A Gothai almanach Justus Perthes német könyvkiadó által készített genealógiai kiadvány volt, amely a nevét a kiadó székhelyéről, Gotháról kapta. Az eredeti német neve: Gothaischer genealogischer Hofkalender (Gothai származástani udvari kalendárium), a magyar nyelvben a francia kiadás neve – Almanach de Gotha – honosodott meg. Ez tartalmazza a német nemesi családok leszármazottait a családfákkal és a családi címerekkel. Az Almanachot először 1763-ban jelentette meg C.W. Ettinger Gothában Gothaischer Hof-Kalender zum Nutzen und Vergnügen eingerichtet címen, majd 1785-től egészen 1944-ig Justhus Perthes adta ki az újranyomtatott, frissített, kibővített és némileg átnevezett változatokat – Gothaischer Genealogischer Kalender, Gothaischer genealogischer Hof-Kalender, Gothaer Hof-Kalender, illetve Gothaisches Genealogisches Handbuch des Adels.
A "Gotha" konkurenciájaként rövid ideig megjelentek hasonló kiadványok:
- Genealogisches Taschenbuch der Ritter- und Adelsgeschlechter, Brünn 1870-ben és 1877–1894 között (ez tartalmazza az osztrák, német, cseh, magyar, svájci stb. köznemesi családok adatait
- Genealogisches Taschenbuch des Uradels, Brünn 1891–1893.
- Handbuch des preußischen Adels, 2 kötet, Berlin 1892–1893.
- Jahrbuch des Deutschen Adels, 3 kötet, Berlin 1896–1899.

1824 óta az Almanachban szereplő uralkodó- és hercegi családokat a következő három csoportba sorolják:
- jelenlegi uralkodók és az uralkodóházak, amelyekhez tartoznak
- egyéb, németországi, franciaországi és olaszországi nemesi családok
- születési jogon szerzett, mediatizált nemesi családok (főúri családok)

1951 óta az almanach szerepét a Starke Verlag által kiadott Das genealogische Handbuch des Adels (A nemesség geneológiai kézikönyve) vette át.

## Külső hivatkozások
- Az 1853-as Gothai almanach teljes szövege